# 鴉蘭街

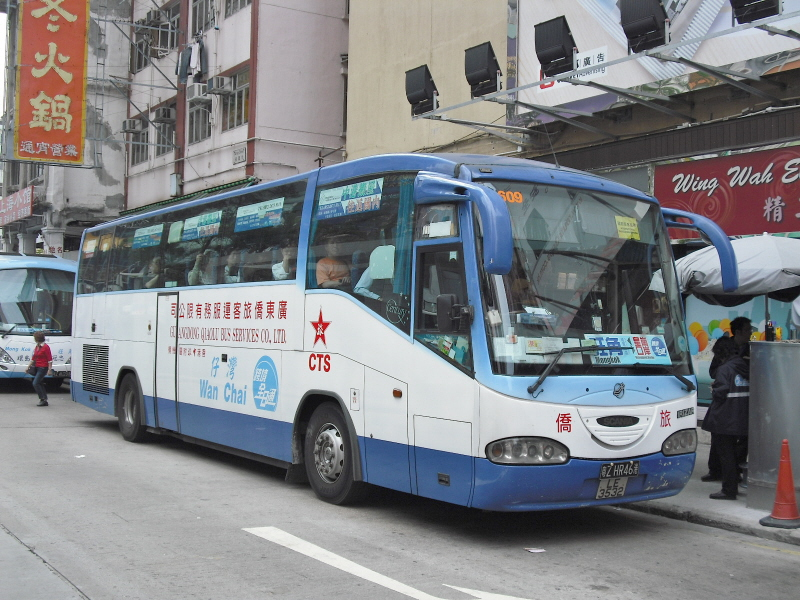
鴉蘭街的一輛跨境巴士

鴉蘭街（英語：Arran Street）是香港的一條道路，位於旺角太子彌敦道始創中心西北面，荔枝角道旺角維景酒店南面，中華漆廠大廈北面、塘尾道東邊，與鄰近的太子道西及弼街平行。
鴉蘭街是多條由九龍來往中國大陸跨境巴士的總站，路線營辦商包括環島旅運、香港中旅汽車服務及旺角跨境全日通等。

## 附近
- 彌敦道
- 砵蘭街

## 交通
港鐵
- █  觀塘綫、 █  荃灣綫：太子站B2、C2出口

巴士
彌敦道
荔枝角道